# (3532) Tracie
(3532) Tracie (1983 AS2) – planetoida z pasa głównego asteroid okrążająca Słońce w ciągu 4,98 lat w średniej odległości 2,92 j.a. Odkryta 10 stycznia 1983 roku.